# Стејси (Минесота)
Стејси (енгл. Stacy) град је у америчкој савезној држави Минесота.

## Демографија
По попису из 2010. године број становника је 1.456, што је 178 (13,9%) становника више него 2000. године.
| Група             | 2000.         | 2010.         |
| Белци             | 1.227 (96,0%) | 1.357 (93,2%) |
| Афроамериканци    | 7 (0,5%)      | 12 (0,8%)     |
| Азијати           | 2 (0,2%)      | 20 (1,4%)     |
| Хиспаноамериканци | 12 (0,9%)     | 25 (1,7%)     |
| Укупно            | 1.278         | 1.456         |